# Discosoma fowleri
Discosoma fowleri är en korallart som först beskrevs av Fowler 1888.  Discosoma fowleri ingår i släktet Discosoma och familjen Discosomatidae. Inga underarter finns listade i Catalogue of Life.